# Sarong
Sarong, tudi sarung (malajsko 'saroŋ, formalno indonezijsko 'saruŋ, tamilsko சரம், arabsko صارون, singalsko සරම, kar pomeni 'ovoj' v indonezijskem in malajskem jeziku) je velika cev ali dolga tkanina, ki se ovije okoli pasu, uporabljena v Južni Aziji, na Arabskem polotoku, v Vzhodni Afriki  in na številnih pacifiških otokih. Tkanina ima pogosto kariraste ali razgibane vzorce ali pa je barvana s pomočjo batik ali ikat tehnike barvanja. Mnogi sodobni sarongi imajo natisnjene vzorce, ki pogosto prikazujejo živali ali rastline. Različne vrste oziroma poimenovanja sarongov poznajo v različnih krajih po svetu.

## Pregled
Sarong ali sarung označuje oblačilo indonezijskih (in drugih pomorskih jugovzhodnoazijskih) moških. Po višini je dolg je okoli yarda (0,91 m) in dva in pol yarda (2,3 m) dolg. Znan je kot kepala ali "glava" saronga. V sredini tega blaga, čez ožjo stran je pas kontrastne barve ali vzorca, širok približno eno čevelj, je tkan ali barvan v tkanino, in znan kot kepala ali glava saronga.
Ta pola je zavozlana na ožjih robovih in tvori cev. Ena korak v to cev, prinaša zgornji rob nad nivojem popka (Rob mora segati do gležnjev), pozicionira kepalo na sredini hrbta in zloži v presežno tkanine iz obeh strani na sredini spredaj, kjer se dela prekrivata in ščitita sarong tako, da se zgornji rob spusti navzdol. Malajski moški nosijo saronge, tkane v karo vzorcu; ženska moda so barvani v tehniki batik, z, na primer cvetlični motivi in svetlejše barve. V javanski kulturi ob formalnih priložnostih kot so poroke, nošenje batik saronga ni omejen samo na ženske.
Sarong je običajna obleka za ženske, v formalnih priložnostih s kebaya bluzo. Malajski moški nosijo saronge v javnosti samo takrat, ko se udeležijo petkovih molitev v mošeji, vendar so še vedno zelo pogosto oblačilo doma za moške vseh narodnosti in ver v Bruneju, Indoneziji, Maleziji, Singapurju, Šrilanki in velikem selu Indijski podcelini.  V Južni Aziji, razen Šrilanke, saronge navadno imenujemo mundu ali lungi.

## Regionalne različice

### Arabski polotok
Sarongi so znani pri ljudeh v Jemnu in drugod na Arabskem polotoku. Lokalna imena oblačila so fūṭah, izaar, wizār in ma'waz. V Hadramautu sarong se imenuje ṣārūn v notranjosti in ṣārūm v obalni regiji. V Omanu se imenujejo wizār in so pogosto bele barve, podobno v keralski mundu južne Azije in se običajno nosijo pod thawbom (arabsko oblačilo dolgo do gležnjev, običajno z dolgimi rokavi, podobno kaftanu ali tuniki). V Saudovi Arabiji so sarongi znani kot izār. Modeli so lahko karirasti ali črtasti, pa tudi s cvetličnimi vzorci ali arabesko, zelo so priljubljeni dvojno pleteni (tj., vertikalni del izār' z drugačnim vzorcem pletenja), vzorec iz Indonezije, ki je zelo popularen. V jugozahodni Savdski Arabiji imajo plemenske skupine lasten slog tkanja izārja. Tak se nosi tudi v severnem Jemnu. Vendar imajo plemenske skupine v Jemnu lastno zasnovo za svoje fūṭah, ki lahko vključujejo cofe in resice. Te plemenske futah spominjajo na izār, ki se nosi na Arabskem polotoku od predislamskih časov, kot je šendit (kiltu podobno krilo). Drugi izārji, pogosto uvoženi iz Bangladeša, so tradicionalna oblačila arabskih ribičev iz Perzijskega zaliva, Indijskega oceana in Rdečega morja. Bil je tradicionalno oblačilo za moške pred uvedbo hlačam podobnih pižam in kaftanov med turškim in evropskim kolonialnim obdobjem.

### Indija
Sarongi, ki se običajno imenujejo lungi, so razširjeni v Indiji - v državi Manipur, kjer se imenujejo phanek, v južni indijski zvezni državi Kerala, kjer se imenujejo mundu (če je popolnoma bel ali popolnoma črn) in lungi ali kaili, če obarvan in v Tamil Nadu, kjer se imenujejo kaili ali saaram ali vetti ali lungi in se po navadi nosijo doma. Standardni lungi meri 2,12 krat 1,2 metra.
V nasprotju s svetlo obarvanimi sarongi jugovzhodne Azije, je v Kerali (mundu) pogosteje bel in ga nosijo za svečane ali verske namene. V Kerali se svetlo obarvani sarongi imenujejo kaily. Bolj formalni, vsestranski dhoti se nosijo za formalne in verske priložnosti. Obleke na osnovi mundu nosijo ženske, bolj pogosto pa nosijo sari.

### Somalija
Sarongi so v uporabi vsepovsod v Somaliji in muslimansko naseljenih območjih Afriškega roga. Vseeno ali je nomadski in urbani sarong, ki je najbolj priljubljena oblika oblačil v regiji, je trenutno v Somaliji v teku trgovina z jugovzhodnoazijskimi otoki in indijsko podcelino. Pred 40-imi leti je bila večina macawiis izdelana iz bombaža. Zdaj na trg sarongov, prihajajo številne tkanine in njihove kombinacije, vključno poliester, najlon in svila.
Modeli se zelo razlikujejo od karirastih motivov z vodoravnimi diamanti in pletenicami do preprostih geometrijskih črt. Konstanta je, da so zelo barviti; črni macawii so redki. Sarongi se v Somaliji nosijo okoli pasu in večkrat nad njihovim zapetim položajem. Prodajajo se kot del dolgega kosa blaga, čeprav nekateri prodajalci ponujajo, da jih zašijejo.

### Šrilanka
Sarongi so zelo pogosti na Šrilanki in jih nosijo samo moški. To je standardno oblačilo za večino podeželskih in celo nekaterih mestnih skupnosti. Vendar pa večina moških iz zgornjih družbenih razredov (katerih javna oblačila so hlače) nosijo sarong le kot primerno nočno obleko ali samo doma.
Statistično gledano je število ljudi, ki nosijo sarong kot svojo glavno oblačilo, v upadanju. Razlog je v tem, da sarong nosi stigmo, da je obleka manj izobraženega nižje socialnega razreda. Vendar pa obstaja trend, da se sarong sprejme kot modno oblačilo ali kot uradno oblačilo, ki se nosi z državnim ponosom, samo ob posebnih priložnostih. Politični in družbeni voditelji Šrilanke, ki se želijo prikazati v skromnosti in bližini "navadnega človeka" in v smislu njihovega nacionalizma, izberejo variacijo saronga z vzdevkom "nacionalni", kot svojo javno obleko.

### Zahodni svet
V Severni in Južni Ameriki, pa tudi v Evropi, so ovoje okoli bokov nosili na plaži ali povrhu kopalk. Pogosto je narejen iz tanke, lahke tkanine, ki je pogosto viskoza in dekorativno obarvan na obeh straneh. Lahko ima vezi, ki so dolgi tanki trakovi tkanine, ki se jih uporabi za pritrditev. Te ovoje večinoma nosijo ženske in običajno ne spominjajo na tradicionalne azijske ali afriške saronge po velikosti, vzorcu ali oblikovanju. Zahodni moški, ki nosijo moške saronge, so pod vplivom škotskega kilta ali polinezijski lava-lava ali samoanski kulturi. Običajno se nosijo doma ali na plaži ali ob bazenu. 

## Pritjevanje
Obstajajo številne metode pritrjevanja na telo uporabnika. V nekaterih primerih so te tehnike drugačne glede na spol uporabnika. Če ima sarong vezi, se jih lahko uporabi za držanje. Vezi dajejo uporabniku nekaj dodatne varnosti.  Če te ne obstajajo, se lahko tkanina tesno namesti v plasteh, vogali glavne pole pa se kot pas uporabljajo za držanje saronga.

## Podobna oblačila
Osnovno oblačilo, znano najpogosteje kot "sarong", šivano ali ne, ima v mnogih regijah podobne značilnosti, ki se kažejo v različnih slogih in so znana po različnih imenih.
- Afrika
  - V vzhodni Afriki se imenuje kanga (nosijo afriške ženske) ali kikoj, ki ga tradicionalno nosijo moški. so veliko preprostejši modeli, vendar se pogosto uporablja v visoki modi. Kange so svetlo obarvan dolg kos vzorčaste bombažne tkanine ali umetniški modeli in pogosto vsebujejo tiskane pregovore v svahiliju.
  - Na Madagaskarju se imenuje lamba.
  - V Malaviju se imenuje chitenje.
  - V Somaliji se imenuje macawis
  - Na Mavriciju se imenujejo pareos.
  - V Mozambiku se imenuje kapulana.
  - V Južni Afriki se imenuje kikoi.
  - V Zimbabveju so znani kot zambias.
- Brazilija
  - "Kangas" ali "cangas" se v Braziliji uporablja kot kopalke za ženske. Te so na voljo tudi na plažah in mestih, pa tudi na podeželju za na bazen ali reko.

- Južna Azija
  - V južni Indiji se imenuje phanek ali lungi. Najpogosteje je v velikem cilindričnem stanju, tako da ni nobene reže, ko je privezan.
  - V vzhodni Indiji in Bangladešu je znan kot lungi.
  - V Indiji so podobno phanek v Manipurju, dhoti (ali dhuti) v zahodnem Bengaliju, veetti v tamilščini, pancha v telugu, panche v Kannadi in mundu na Malajalamu.
  - Na Maldivih in indijski državi Kerala je znan kot mundu, feyli ali neriyathu.
  - V Pandžabu se imenuje chadra.
  - Na Šrilanki se imenuje sarong v angleščini, v tamilščini in v singalščini je znan kot sarama.

- Jugovzhodna Azija
  - V Kambodži se uporablja kot alternativa za sampot.
  - V Indoneziji je splošno znan kot kain sarung, razen za Baliju, kjer se imenije kamben.
  - V Laosu in Isanu (severozahodna Tajska) se imenuje sinh (laoško ສິ້ນ, tajsko ซิ่น).
  - V Maleziji je znan kot kain, kain pelikat, kain sarung, kain tenun, kain batik ali kain sampin (specializirani sarong, ki ga nosijo moški z Baju Melayu). V malezijski državi Sarawak se imenuje sabok (za moške) in tapeh (za ženske).
  - V Mjanmaru je znan kot longyi.
  - Na Filipinih je znan tudi kot malong (na Mindanau) ali patadyong' (na Visayanu), ki se pogosto uporablja kot tkanina za doma pang bahay ali zunaj. Podobno ovito obleko, ki jo nosijo Tagaloške ženske, se imenuje saya ali tapis in je polovica baro't saya.
  - Na Tajskem je znan kot pa pa mah (tajsko ผ้าขาวม้า) za moške in pa toong (tajsko ผ้าถุง) za ženske.

- Pacifiški otoki
  - Na Fidžiju je znan kot sulu.
  - Na Havajih se imenuje kikepa.
  - V Papui Novi Gvineji mu ljudstvo Tok Pisin pravi lap-lap. Nosijo ga moški in ženske. V drugem lingua franca, Hiri Motu, se imenuje rami.
  - V Rotumi je znan kot hạ' fạli
  - Na Samoi je znan kot lavalava (tudi lava-lava).
  - Na otokih Tahiti in Cook je znan kot pāreu.
  - Na Tongi je znan kot tupenu.

- Bližnji vzhod
  - V Saudovi Arabiji se imenuje fouta (arabsko فوطه).
  - V Jemnu se imenuje fouta (arabsko فوطه) ali meouaz (arabsko معوز).

## Filmi
Ameriški javnosti je najbolj znan sarong iz filmov, ki so jih postavili v južnih morjih, večina je romantičnih dram, ustvarjenih v 1930-ih in 1940-ih. Dorothy Lamour je igrala v oblačilu, ki ga je oblikoval Edith Head. Lamour je igrala v več filmih tega žanra, začenši z The Hurricane leta 1937. Dejstvo je, da so Lamourjevo poimenovalo The Sarong Girl. Maria Montez, Gilda Gray, Myrna Loy, Gene Tierney, Frances Farmer in Movita so med drugimi igralke, ki so nosile sarong v filmskih vlogah. Jon Hall, Ray Milland, Tyrone Power, Robert Preston, Sabu Dastagir in Ralph Fiennes v The Constant Gardener. Sarong je nosil Pierce Brosnan v filmu The Thomas Crown Affair (1999). V dokumentarnem filmu lahko vidimo vojake v sarongu v režiji Lokendre Arambama. [8] V Singapurju je izraz Sarong Party Girl lokalna singapurska ženska, zlasti kitajske etnične pripadnosti, ki bi rada postala priljubljena in ima odnos z izseljenskimi moškimi in ne lokalci.